# Bethaniëkerk (Berlijn-Weissensee)
De Toren van de Bethaniëkerk (Duits: Turm der Bethanienkirche) is een kerkruïne in het Berlijnse stadsdeel Weißensee.
De naar de plaats Bethanië vernoemde kerk werd naar het ontwerp van de architecten Ludwig von Tiedemann en Robert Leibnitz in neogotische stijl gebouwd. In het bijzijn van keizer Wilhelm en keizerin Augusta Victoria werd de kerk in 1902 gewijd. De kerk werd gebouwd op de Mirbachplatz, een kruising van verschillende straten: de Pistoriusstraße, de Schönstraße, de Gablerstraße, de Behaimstraße en de Steinke Max-Straße. Het plein waarop de kerk werd gebouwd is vernoemd naar de Pruisische luitenant-generaal Ernst von Mirbach, die de benodigde middelen verzamelde om de bouw mogelijk te maken.
In de Tweede Wereldoorlog werd de kruisvormige kerk bijna volledig verwoest. Slechts een beschadigde, 65 meter hoge toren bleef staan. Het onderste deel van de toren is in kalksteen uitgevoerd, de verdieping met de klokken is van baksteen gebouwd.
In 2007 werd de Bethaniëtoren aan een Berlijnse architect en projectontwikkelaar verkocht met de intentie een nieuwe bestemming aan de toren te geven.

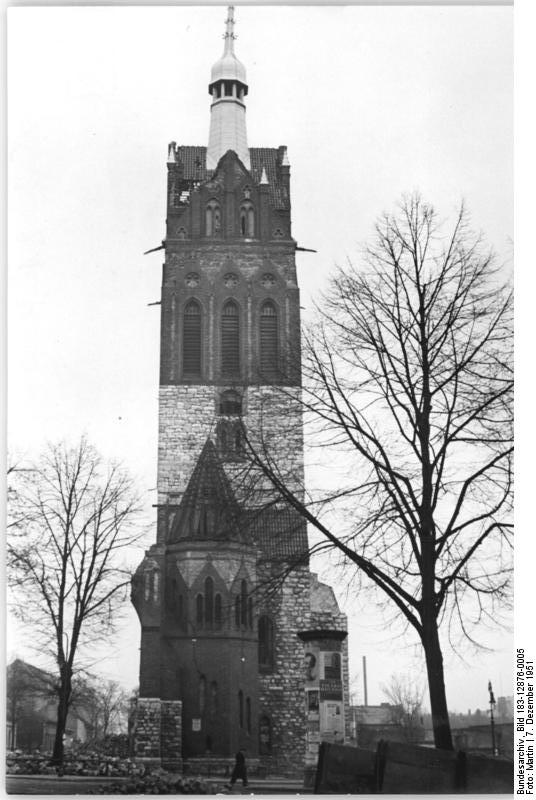
De Bethaniëkerk vlak na de oorlog